# Der glückliche Tod
Der glückliche Tod (französisch La mort heureuse) ist der erste Roman des französischen Schriftstellers und Philosophen Albert Camus. Das existentialistische Werk behandelt den menschlichen „Willen zum Glück“, das bewusste Streben nach dem eigenen Glück, das Geld und die Zeit, die dafür benötigt werden. Das Buch stützt sich auf Erinnerungen des Autors an seine eigene Lohnarbeit bei einer Hafenkommission in Algerien, sein Leiden an der Tuberkulose und seine Reisen in Europa.
Camus stellte den Roman zwischen 1936 und 1938 zusammen und überarbeitete ihn, entschied sich aber nicht für eine Veröffentlichung. Er diente ihm jedoch als Steinbruch für den erfolgreichen Roman Der Fremde (L’Étranger) von 1942. Beispielsweise heißt die Hauptfigur in La mort heureuse „Patrice Mersault“, in L’Étranger „Meursault“. La mort heureuse wurde schließlich 1971 veröffentlicht, über zehn Jahre nach Camus’ Tod.

## Inhalt
Der Roman hat etwa 120 Seiten und gliedert sich in zwei Hauptteile.
Der erste Teil, Der natürliche Tod, beschreibt in einer Rückblende das monotone und unerfüllte Leben der Hauptfigur, Patrice Mersault, seine langweilige Büroarbeit und seine bedeutungslose Beziehung. Entscheidender Wendepunkt für Mersaults Leben ist die Bekanntschaft mit dem reichen Invaliden Roland Zagreus, der ihn auf die Idee eines Auswegs bringt. Mit der als Suizid getarnten Tötung Zagreus’, mit welcher der Roman beginnt, eignet sich Mersault dessen Geld an, um damit sein Glück zu machen. Der Mord wird nicht als solcher erkannt und Mersault beginnt bald darauf seine Reise durch Europa.
Im zweiten Teil, Der bewusste Tod, wird diese Zugreise durch Europa, über Prag, Breslau, Wien und Genua, geschildert, an deren Ende Mersault unbefriedigt nach Algerien zurückkehrt. Dort lebt er zunächst zusammen mit drei jungen Frauen in einem Haus hoch über dem Meer. Weiterhin ist für alle Akteure das jeweilige persönliche Glück zentrales Ziel. Für Mersault bedeutet dies nach einer Weile den Gang in eine Art „kontrollierter Einsamkeit“. Er heiratet die attraktive Lucienne, die er nicht liebt, kauft ein Haus in einem Dorf am Meer und zieht dort alleine ein. Kontakt zu anderen Menschen, wie beispielsweise Lucienne, pflegt er nur, wenn er ihn benötigt. Nach einer kurzen, schweren Krankheit stirbt Mersault schließlich einen glücklichen Tod: „Und ein Stein zwischen Steinen, ging er in der Freude seines Herzens wieder in die Wahrheit der unbeweglichen Welten ein.“

## Ausgaben
- La mort heureuse, Gallimard, Paris, 1971.
- Der glückliche Tod, aus dem Französischen von Eva Rechel-Mertens, Rowohlt, Reinbek bei Hamburg, 1983, ISBN 978-3-499-22196-5.